# Ginástica artística nos Jogos Olímpicos de Verão da Juventude de 2010 - Barra fixa
A final da barra fixa da ginástica artística nos Jogos Olímpicos de Verão da Juventude de 2010 foi disputada no dia 22 de agosto no Bishan Sports Hall, em Singapura.

## Medalhistas
| Ouro   | GBR Sam Oldham   |
| Prata  | ESP Nestor Abad  |
| Bronze | CHN Zhu Xiaodong |

## Resultados

### Qualificatória
A etapa qualificatória para este e para os demais aparelhos, bem como para o individual geral, foi disputada no dia 16 de agosto. 41 ginastas competiram e os oito melhores se classificaram para a final.

### Final
| Pos.              | Ginasta                 | Dificuldade | Execução | Penalidades | Total  |
| ----------------- | ----------------------- | ----------- | -------- | ----------- | ------ |
| Medalha de ouro   | GBR Sam Oldham          | 5.100       | 9.275    | —           | 14.375 |
| Medalha de prata  | ESP Nestor Abad         | 5.000       | 9.125    | —           | 14.125 |
| Medalha de bronze | CHN Zhu Xiaodong        | 5.100       | 9.000    | —           | 14.100 |
| 4                 | JPN Yuya Kamoto         | 5.200       | 8.875    | —           | 14.075 |
| 5                 | RUS Daniil Kazachkov    | 5.100       | 8.925    | —           | 14.025 |
| 6                 | CUB Ernesto Vila Sarria | 5.100       | 8.875    | —           | 13.975 |
| 7                 | LTU Robert Tvorogal     | 5.000       | 8.925    | —           | 13.925 |
| 8                 | AUS Brody-Jai Hennessy  | 4.500       | 7.200    | —           | 11.700 |